# Busta Johanna Wolfganga Goetha (Karlovy Vary)
Busta Johanna Wolfganga Goetha v Karlových Varech stojí na levém břehu řeky Teplé při Goethově stezce nedaleko Galerie umění. Pomník z roku 1883 původně stával v již neexistující Puppově aleji před hotelem Pupp, ten současný vznikl v roce 1952. Autor díla byl sochař Adolf Donndorf ze Stuttgartu.
Pomník byl prohlášen kulturní památkou, je památkově chráněn od 3. května 1958, event. 5. února 1964, rejstř. č. ÚSKP 35444/4-894.

## Johann Wolfgang von Goethe v Karlových Varech

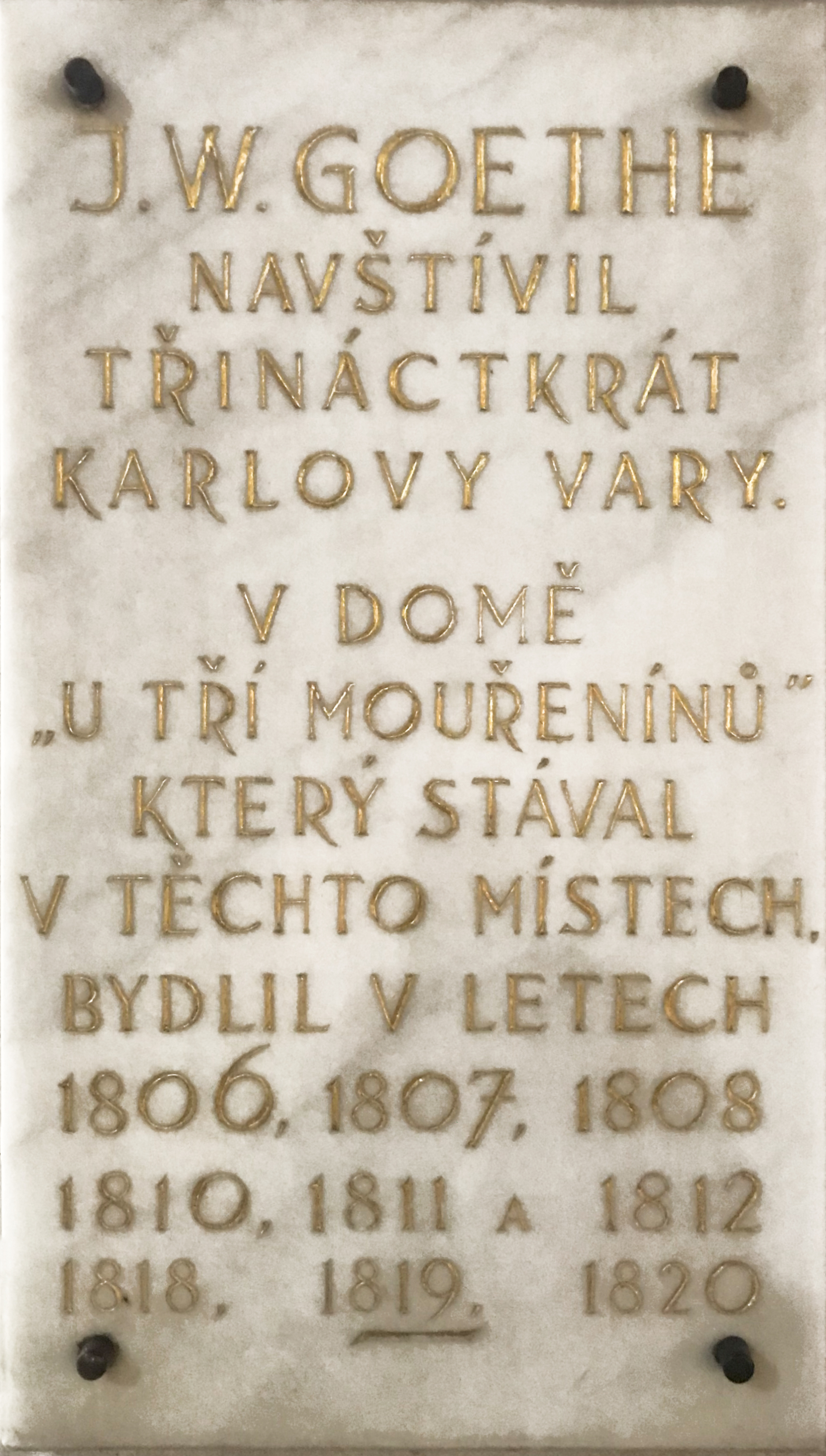
Pamětní deska na domě U Tří mouřenínů, foto z února 2020

Německý básník Johann Wolfgang von Goethe (1749-1832) pobýval v Karlových Varech v letech 1785–1823 celkem třináctkrát a během svých pobytů vystřídal mnoho lázeňských domů. Poprvé přijel v roce 1785 za paní Charlottou von Stein a ubytoval se v domě U bílého zajíce na Staré louce. Též jeho druhý pobyt byl ve společnosti téže dámy, ubytován byl v domě U tří červených růží. Tentýž rok oslavil u karlovarského Elefanta své 37. narozeniny. Ke třetí návštěvě v roce 1795 přinutily básníka obnovené bolesti ledvin; tehdy bydlel v domě U zeleného papouška též na Staré louce. V letech 1806–1820 byl vždy ubytován u Lucie Heilinggötterové v domě U tří mouřenínů, kde byl nejvíce spokojen. V roce 1806 poznal v Karlových Varech Amálii von Levetzow a její tehdy dvouletou dceru Ulriku, do které se později zamiloval.
Nejdéle pobyl v lázních v roce 1812, kdy zde strávil čtyři a půl měsíce. Své verše tu přednesl při velké uvítací slavnosti, kterou město uspořádalo u příležitosti příjezdu rakouského císaře Františka I., jeho třetí manželky Marie Ludoviky a francouzské císařovny Marie Luisy. Goethe zažil v Karlových Varech i všeobecnou radost z vítězství nad Napoleonem, poznal zde v roce 1818 knížete Metternicha, maršály Blüchera a Schwarzenberga a mnoho dalších významných osobností.
Goethe si Karlovy Vary velmi oblíbil, inspirovaly ho k práci a pracoval zde na svých velkých dílech. V roce 1807 dokonce zamýšlel koupit v Karlových Varech dům U zlaté studně. Ke Goethovým zálibám patřila geologie, mineralogie a botanika a okolí města nabízelo velké možnosti. Rád se tu věnoval i svému dalšímu koníčku – krajinářskému kreslení.
Naposledy navštívil Karlovy Vary v roce 1823 ve věku 74 let, kdy se hluboce zamiloval do 19leté Ulriky von Levetzow. Když Ulrika po několikaleté přátelské známosti zdvořile odmítla jeho žádost o ruku, odcestoval Goethe dne 5. září 1823 z lázní a již nikdy se do Čech nevrátil.
Johann Wolfgang von Goethe je nejslavnějším a nejčastěji zmiňovaným návštěvníkem Karlových Varů. Celkem tu strávil téměř tři roky života. Goethovský kult zde započal již nedlouho po básníkově úmrtí v roce 1832. Vztahu básníka ke Karlových Varům a západočeských lázním je věnováno více než 50 knih a bezpočet odborných studií a článků.
Velký obdiv ke krajině západočeských lázní projevoval Goethe formou básní, zápisů do deníku, kreseb a geologických studií. Zde je jeho známý výrok:
Na světě jsou jen tři místa, kde bych chtěl žít – Výmar, Řím a Karlovy Vary.
 Johann Wolfgang von Goethe

## Historie pomníku

### Původní pomník

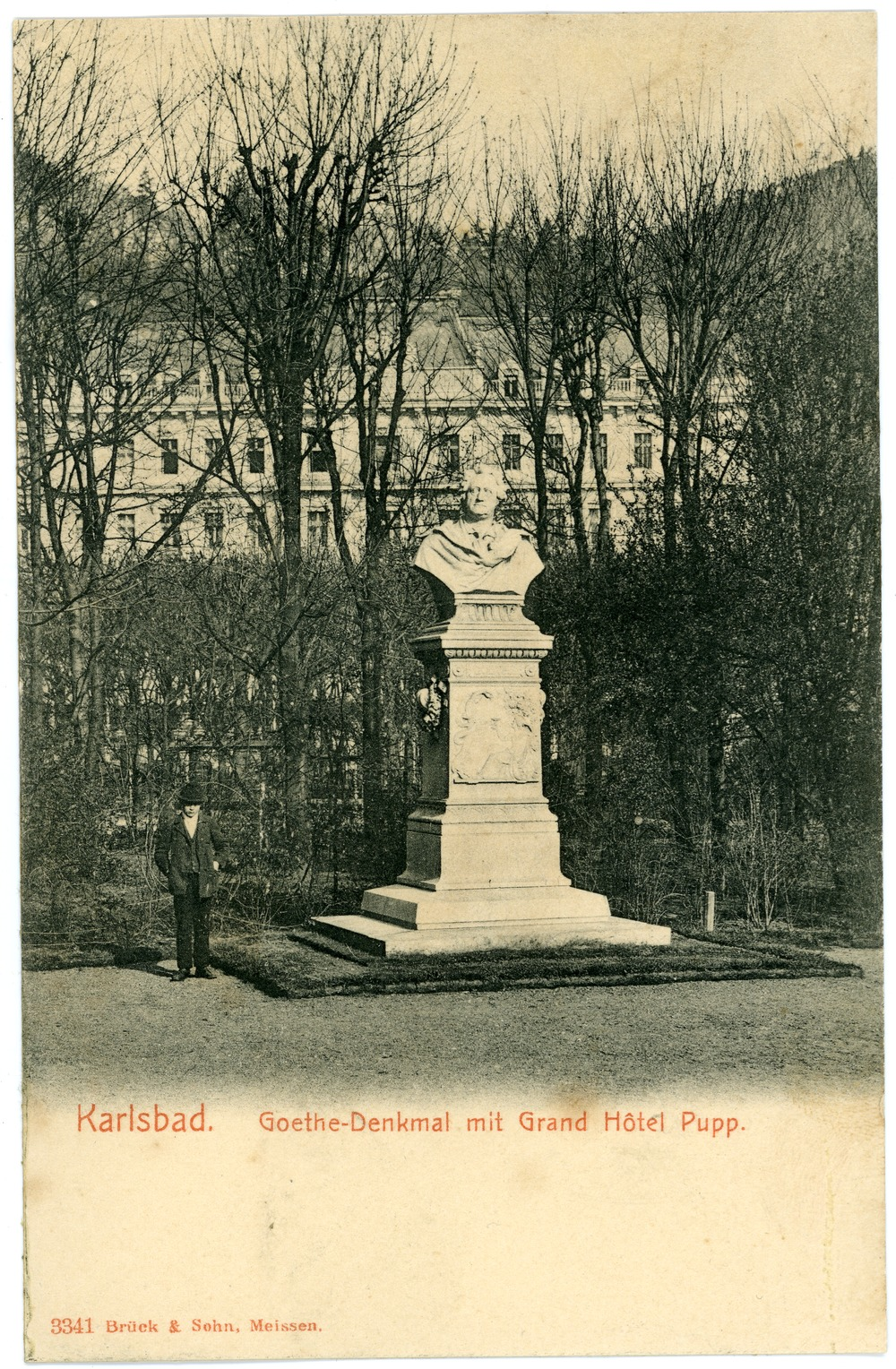
Původní pomník před Grandhotelem Pupp, foto z roku 1903

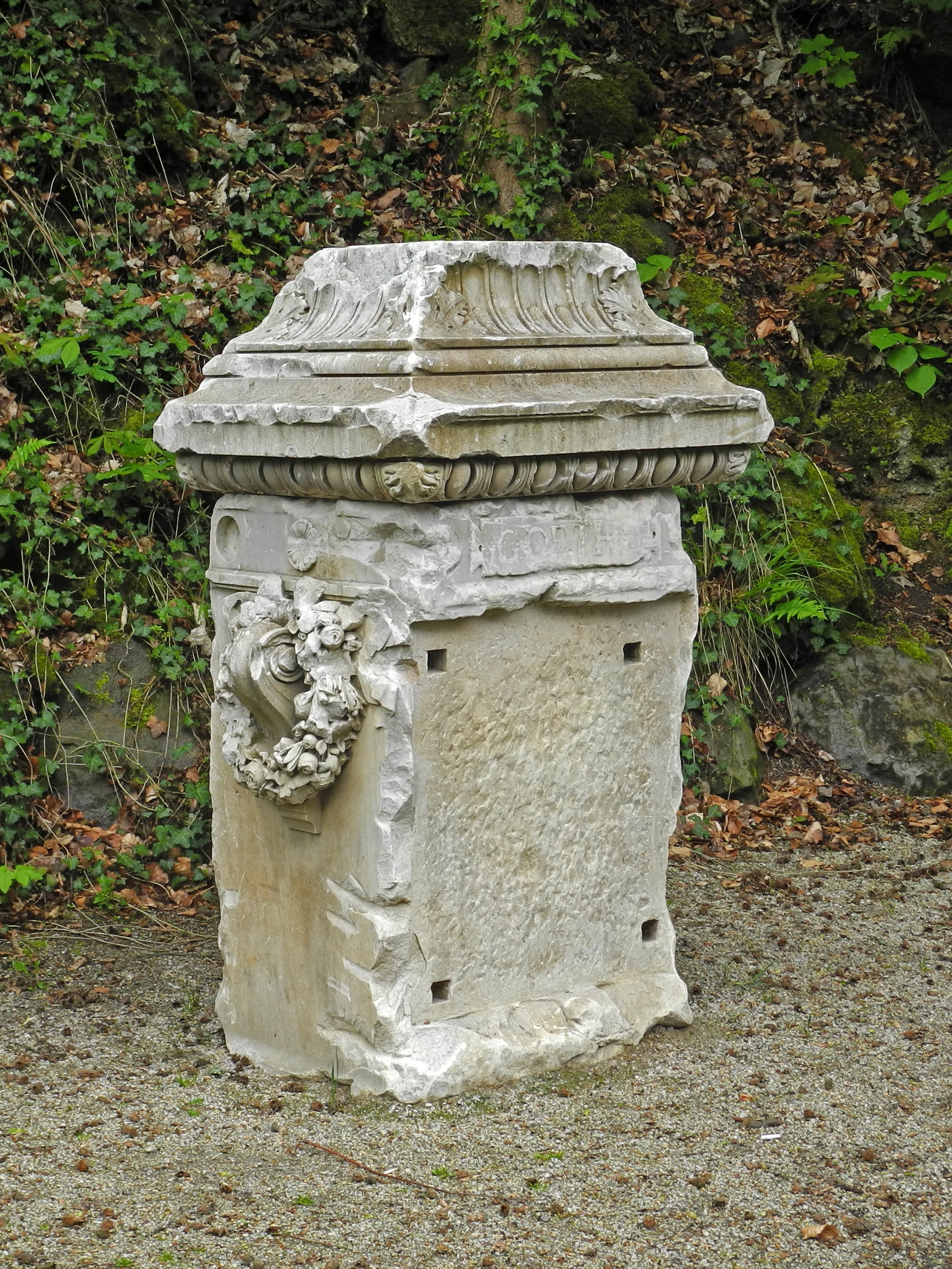
Část původního podstavce na Goethově stezce, foto z května 2019

Pomník byl vytvořen na památku Goethových návštěv Karlových Varů. O jeho zřízení se zasadil ředitel cizineckého špitálu sv. Bernarda pro chudé doktor Mathias Foerster. Autor díla byl německý sochař Adolf Donndorf. Slavnostní odhalení proběhlo v roce 1883 a projev tehdy přednesl německý prozaik a dramatik Heinrich Laube.
V roce 1945 byl pomník zakryt bedněním. Z popudu Místní správní komise Karlovy Vary poté došlo k likvidaci některých pomníků a pamětních desek ve městě v rámci revize hmotných památek, která byla součástí tzv. národní očisty. V průběhu června a července 1946 byl pomník odstraněn. Goethova busta byla uložena v muzeu a podstavec kamsi zmizel.
Člen Místní osvětové rady a přednosta Stavebního úřadu v Karlových Varech Ladislav Kozák tehdy toto rozhodnutí zdůvodnil následujícími slovy: „O genialitě Goethově a jeho světové slávě není třeba se šířiti. Jeho význam v dějinách Karlových Varů, které si oblíbil, které opěvoval a jejichž geologickým průzkumem se zabýval jako jeden z prvních, je nesporný. Uznávajíce toto vše, zjišťujeme naproti tomu, že byl typickým představitelem němectví. Je známa jeho úcta až servilnost vůči aristokracii a panovnickým rodům ..... Ačkoliv byl velikánem literatury, jako člověk byl malý, jeho lidský profil je nám cizí a ne příliš sympatický.“

### Současný pomník
V roce 1952 byla busta umístěna na novém podstavci na tehdy Puškinově stezce, dnešní Goethově, na levém břehu Teplé. Architektonická harmonie díla však byla novým podstavcem narušena.

## Popis pomníku

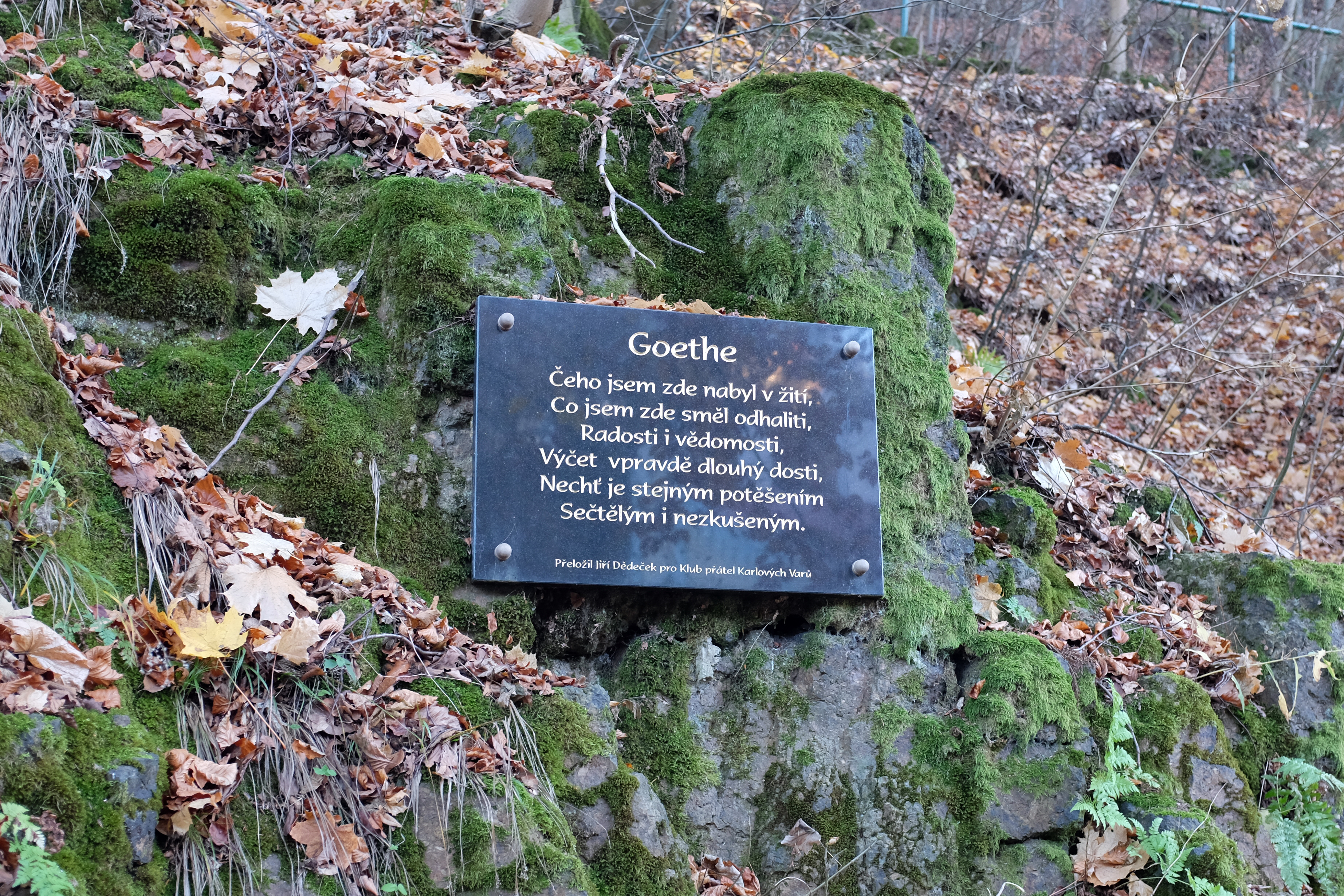
Pamětní deska v češtině u Goethova pomníku, listopad 2018

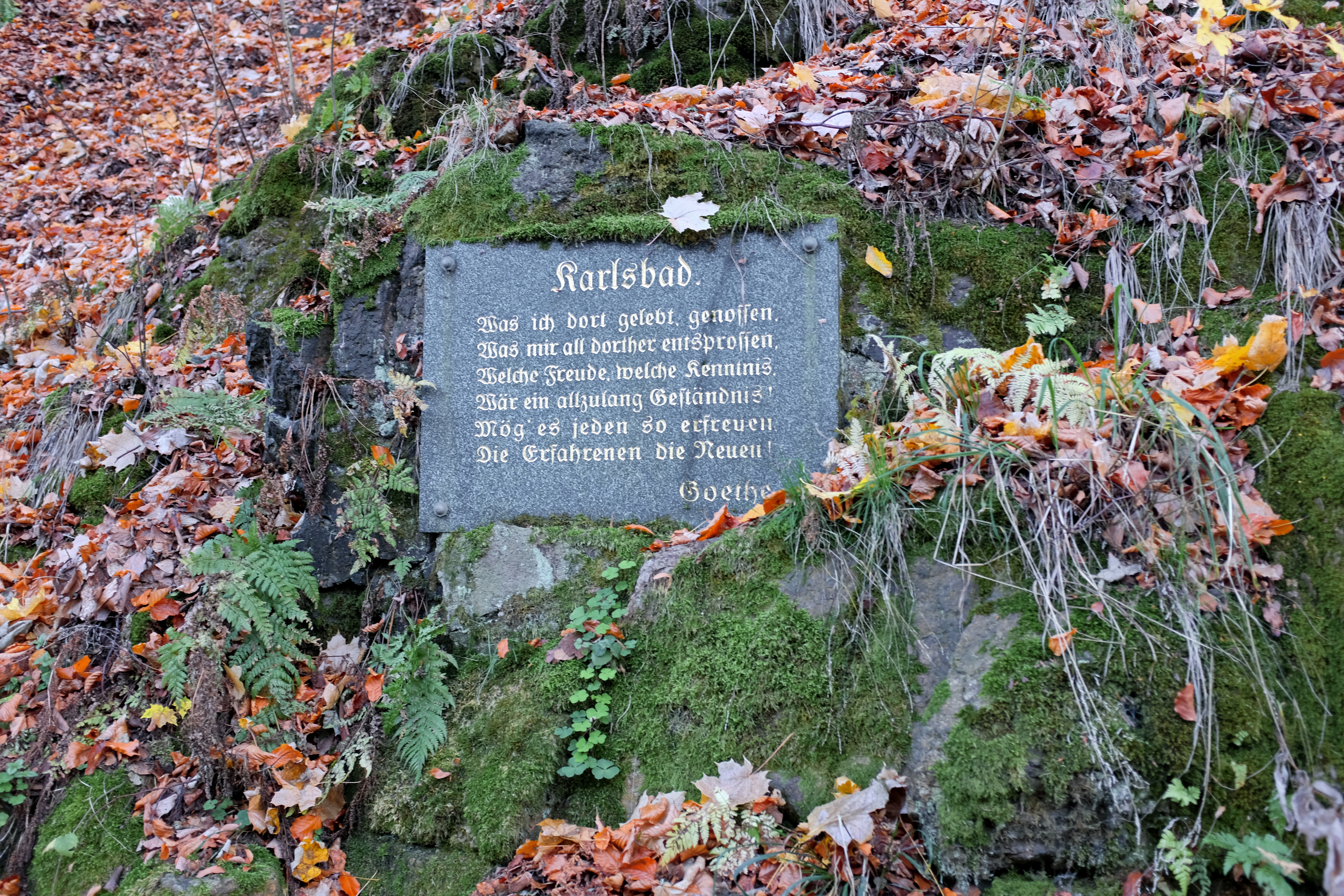
Pamětní deska v němčině u Goethova pomníku, listopad 2018

Mramorová busta v životní velikosti bývala umístěna na vysokém zdobeném profilovaném hranolovém podstavci. Na čelní straně byl reliéf s antickou scénou a nápis „GOETHE“. Pomník byl obehnán kovovým plůtkem zdobeným motivy vřídla, byl však v minulosti odstraněn.
Od roku 1952 je busta posazena na nižším žulovém soklu. Na jeho přední straně je nápisová deska z bílého mramoru ve tvaru kartuše s vyzlaceným nápisem:
J. W
GOETHE
1749 – 1832

Pomník stojí na terase vyzděné z kamenných kvádrů. Nový podstavec narušuje původní celkovou architektonickou harmonii díla. Též přemístěním pomníku do stísněného prostoru nábřeží neprospělo estetickému dojmu.

### Zajímavost o původním podstavci
Původní podstavec byl v roce 1946 zničen, mramorový sokl byl použit jako suť na vyplnění jednoho z kráterů po bombardování. V zimě 2014 jej ze země náhodně vyrýpl bagr při stavbě parkoviště. Na žádost Goethe-Institutu následně město Karlovy Vary nalezené části podstavce zapůjčilo k vystavení v Praze. Po navrácení do Karlových Varů byl podstavec dne 16. září 2018 odhalen na Goethově stezce, nedaleko místa, kde mezi roky 1883–1946 stával celý původní pomník.